# Gallop
Gallop是演奏傳統重金屬歌曲，通常所使用的節拍或節:八分-十六分-十六分的結構。可以在節奏吉他或鼓組（彈撥或鼓點）演奏，大多使用雙大鼓。
Gallop通常圍繞這個結構形成：
```
H- x---x---x---x---|
S- ----o-------o---|
B- o-ooo-ooo-ooo-oo|
```

播放ⓘ

這種節奏模式可能使用於手掌強力和弦悶音，作節奏吉他伴奏的固定音型(播放例子ⓘ）， 。這可以在不同作品聽到。例如深紫的“ Highway Star ”的前奏， 以及他們的“ Hard Lovin'Man ”，萬聖節樂團的“ Halloween ”，以及黑色安息日的 "Children of the Grave" 和 "Air Dance"， 也是Metallica的" Motorbreath "，" Battery "，" Hardwired "，更著名的是"The Four Horsemen"，以及Slayer的" Raining Blood "和由Megadeth的 "Holy Wars... The Punishment Due" 。該節奏模式也被Iron Maiden，Judas Priest和King Diamond等團體使用。Gallop有不同變奏，包括三連音gallop的節奏。(播放ⓘ).
這種節奏模式也被用於許多非金屬歌曲中。一個典型的例子是1967年發布的Scott Walker單曲“ Jacky ”以及1977年發行的Heart單曲“ Barracuda ”。